# Benoîtville
Benoîtville är en kommun i departementet Manche i regionen Normandie i norra Frankrike. Kommunen ligger i kantonen Les Pieux som tillhör arrondissementet Cherbourg. År 2022 hade Benoîtville 612 invånare.

## Befolkningsutveckling
Antalet invånare i kommunen Benoîtville
| Referens: INSEE |